# Haubmühle
Haubmühle ist ein Gemeindeteil der Gemeinde Alfeld im Landkreis Nürnberger Land (Mittelfranken, Bayern). Haubmühle liegt in der Gemarkung Alfeld.

## Geografie
Die Einöde befindet sich etwa 350 Meter nordöstlich des Ortszentrum von Alfeld und ist heute mit dem Hauptort zusammengewachsen. Unmittelbar südöstlich von Haubmühle führt die Staatsstraße 2236 vorbei, an die der Ort über eine Gemeindestraße angebunden ist.

## Geschichte
Durch die zu Beginn des 19. Jahrhunderts im Königreich Bayern durchgeführten Verwaltungsreformen wurde der Ort mit dem zweiten Gemeindeedikt zu einem Bestandteil der Ruralgemeinde Alfeld. Im Jahr 1961 zählte Haubmühle acht Einwohner.